# F-117 Nighthawk
F-117A Nighthawk er et såkaldt stealth fly, hvilket vil sige at det i forhold til radar stort set er "usynligt". 

## Historie
Det tophemmelige flyprojekt, der skulle blive til F-117-flyet, påbegyndte udviklingen i 1978 af Lockheeds Advanced Development Projects i Burbank, Californien, kaldet "Skunk Works". Meget af udviklingen foregik på basen ved Groom Lake, populært kendt som Area 51, da anlægget ligger dybt inde i afspærret militært område, hvor offentligheden og eventuelle fjender ikke kunne få et glimt af dette revolutionerende fly.
Den 18. juni 1981 blev den første flyvning udført i Nevada, og leveringen af fly til det amerikanske luftvåben begyndte i 1982 og fortsatte frem til 1990. I 1983 opnåede flyet operativ status og kunne i princippet sendes i krig, hvis behovet opstod, til trods for at oplysninger om flyet først blev offentliggjort i 1988. Inden da havde alle flyene været udstationeret på en – stadig afspærret – men ikke hemmelig base, Tonopah Test Range også i Nevada. Efter offentliggørelsen flyttede hele flåden til Holloman AFB i New Mexico, og flyvninger om dagen kunne nu finde sted, hvor man før kun havde fløjet om natten for at undgå, at folk fik kendskab til dette højst usædvanligt udseende fly.

## Operativ historie
Den første gang, F-117A var i kamp, var flyet kun i meget begrænset brug. Det skete under USA`s invasion af Panama i 1989, hvor to fly kastede to bomber på Rio Hato lufthavnen. Den egentlige "ilddåb" kom først i 1991. Under Golfkrigen (Operation Desert Storm) var F-117A'eren et af de første fly til at angribe Iraks kommunikations- og forsvarssystemer, da det kan flyve ind uset af radar, levere sin last af præcisionsvåben og flyve ud, inden fjenden opdager, det har været der. 1300 flyvninger blev foretaget af flyene under krigen i 1991.
I 1999 blev 24 F-117A udstationeret i Italien og Tyskland i forbindelse med opbygningen af NATO-styrker mod Serbien. Også her blev de brugt til præcisionsangreb mod vigtige kommunikationslinier og jord til luft-missilsradarer. Dog led de amerikanske styrker det første – og indtil videre eneste – tab af en F-117 i kamp,da serbiske styrker skød et ned.
D. 27 marts 1999, nedskød den Jugoslaviske  Luftforsvarsbrigade 250 et  F117.
Kl 20:15 lokal tid, med en afstand på ca.13 km. affyrede man 2 missiler, ifølge sergent Sergeant Dragan Matić, der var tjenestegørende ved den pågældende Luftforsvarsbrigade 250, og nedskød F-117 Air Force serie nr. 82-0806.
Da det pågældende F-117 åbnede bombelugerne på en afstand af ca 55km, blev flyets radarsignatur så tydelig, at man kunne nedskyde det, med det aldrende (1961) sovjetiske missilsystem. Det første missil fløj over flyet uden at gøre skade, men missil nummer 2 detonerede så tæt på flyet at piloten ikke kunne redde flyet, og sprang ud i faldskærm. 
Den jugoslaviske hær var på daværende tidspunkt udrustet en  Jugoslavisk version af det Sovjetiske Isayev S-125 "Neva" missil system (NATO kode navn, SA-3 "Goa") .
Vragdelene blev filmet, og billederne viderebragt til hele verden via CNN og BBC. Piloten blev reddet, men materialet, flyet er lavet af, som giver det noget af sin radarusynlighed og stadig er en velbevogtet hemmelighed, var nu faldet i hænderne på modstanderen. Det menes, at dele blev videreformidlet til bl.a. Rusland, så materialet måtte nu anses for kompromitteret. 
Til trods for flyets unikke egenskaber og banebrydende teknologi er det blevet overhalet af den næste generation af jager- og bombefly, såsom F-22 og F-35, og blev taget ud af aktiv tjeneste 22. april 2008, på daværende tidspunkt ansås flyet ikke længere så usynligt på radar som ønskeligt.

## Specifikationer
Flyet blev taget i anvendelse af USAF i 1982 og har en besætning på én mand. Der er produceret 59 af disse fly, som har en pris på ca. 45.000.000 $ pr. fly.